# Ondřej Šiko
Ondřej Šiko (* 18. listopadu 1981) je basketbalista hrající českou Národní basketbalovou ligu za tým NH Ostrava. Hraje na pozici pivota.

## Kariéra
- 2000 - 2007 : NH Ostrava

## Statistiky
| Sezóna   | Soutěž      | Odehrané minuty | Průměr na zápas | Body | Průměr na zápas |
| -------- | ----------- | --------------- | --------------- | ---- | --------------- |
| 2000/01  | Mattoni NBL | 3.1             | 3.1             | 0    | 0.0             |
| 2001/02  | Mattoni NBL | 81.3            | 8.1             | 27   | 2.7             |
| 2003/04  | Mattoni NBL | 447.9           | 14.9            | 130  | 4.3             |
| 2004/05  | Mattoni NBL | 465.0           | 15.0            | 131  | 4.2             |
| 2005/06  | Mattoni NBL | 242.1           | 16.1            | 87   | 5.8             |
| 2006/07* | Mattoni NBL | 90.8            | 11.4            | 38   | 4.8             |

 *Rozehraná sezóna - údaje k 20.1.2007 